# Evangelische Kirche (Niederlibbach)

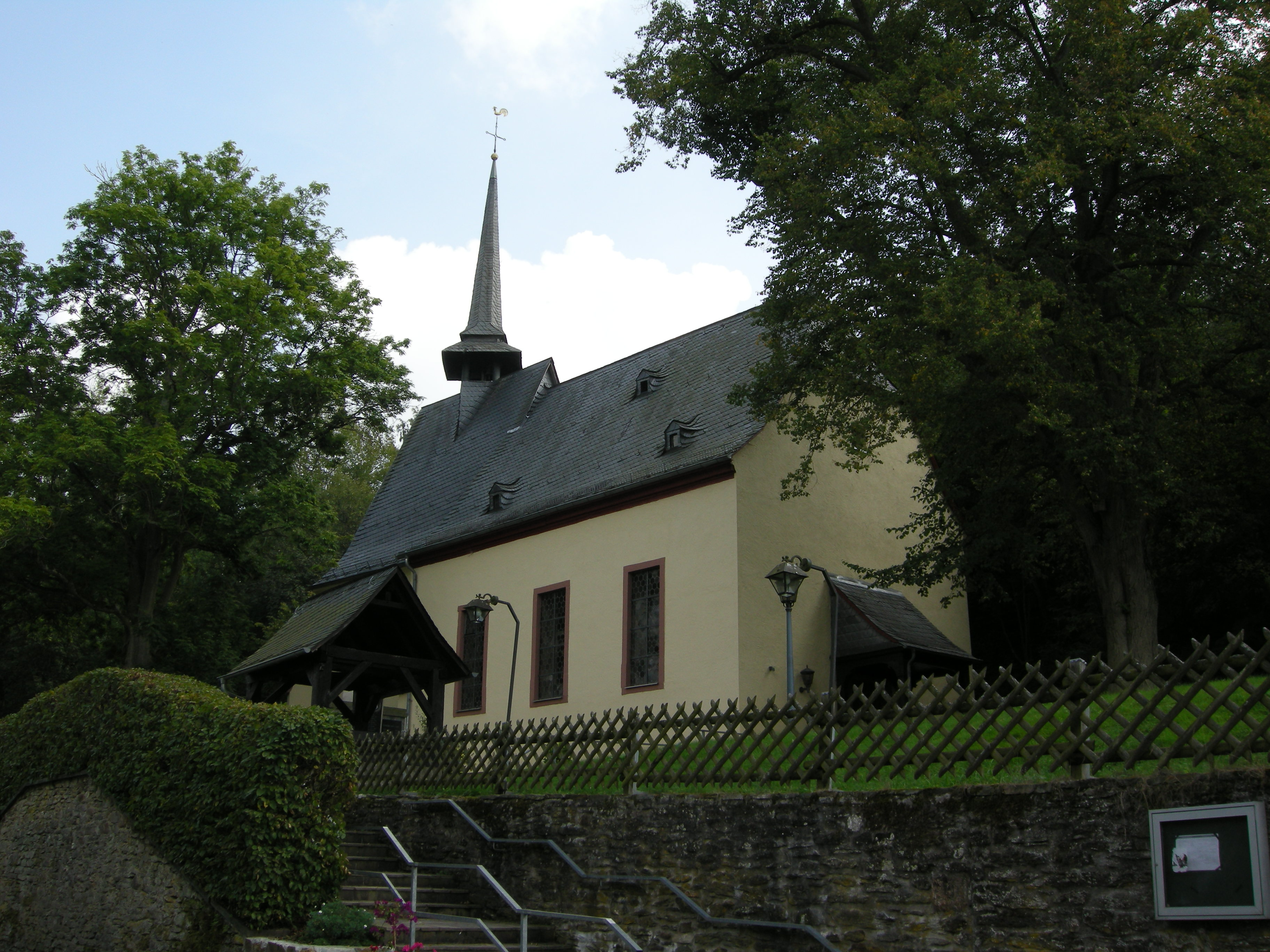
Evangelische Kirche in Niederlibbach

Die Evangelische Kirche Niederlibbach ist ein denkmalgeschütztes Kirchengebäude in Niederlibbach, einem Stadtteil von Taunusstein im Rheingau-Taunus-Kreis in Hessen. Die Kirchengemeinde gehört zum Dekanat Rheingau-Taunus in der Propstei Rhein-Main der Evangelischen Kirche in Hessen und Nassau.

## Beschreibung
Die Saalkirche wurde 1784 gebaut. An das Kirchenschiff aus drei Jochen schließt sich im Osten der eingezogene, spätgotische Chor aus einem Joch mit 5/8-Schluss an, der bereits 1509 entstanden ist und Maßwerkfenster hat. Aus dem Satteldach des Chors, das das Satteldach des Kirchenschiffs leicht überragt, erhebt sich ein rautenförmiger Dachreiter, der mit einem achtseitigen, spitzen Helm bedeckt ist.
Der Innenraum des Kirchenschiffs ist mit einem Tonnengewölbe überspannt, der des Chors mit einem Sterngewölbe auf Konsolen mit den Büsten der Margareta und der Katharina. Im Chorscheitel sind das Schweißtuch der Veronika und das Wappen des Hauses Nassau dargestellt. Im Jahr 2009 wurden der Altar, der Ambo, das Taufbecken und der Kerzenständer für die Osterkerze unter anderem von Hannes Arnold neu gestaltet.